# Apistogramma geisleri
Espèce
Apistogramma geisleri est une espèce de poissons appartenant à la famille des Cichlidae.

## Nom valide
Apistogramma geisleri

## Nom commun
Cichlidé nain de Geisler.

## Origine
Brésil, originaire du Rio Curucamba, au nord de Obidos.

## Habitat
Il vit dans les zones calmes à faible courant.

## Description
Corps moyennement élevé, latéralement comprimé. Nageoire dorsale peu élevée à membrane dentelée dépassant peu les épines. Nageoire caudale arrondie.
Coloration: le mâle possède une robe bleutée à reflets rosâtres. Une bande longitudinale s'étend de la gueule, à travers l’œil, jusqu'au pédoncule caudal où elle se termine généralement par une tache. Cette bande disparaît pendant la parade.
La femelle, en période de reproduction, est jaune-orange, la bande latérale sombre peut être fortement marquée ou fractionnée en taches discontinues.
Cette espèce mesure 7 cm pour le mâle et 5 cm pour la femelle.

## Dimorphisme
Voir description.

## Aquariophilie
Moyen.
Zone d'eau :
Inférieure
pH :
Eau très douce (inf. à 100 µS/cm) et acide (pH 6.0-6.8)
Dureté GH :
Entre 1 et 10 d° GH, Le plus bas possible étant le mieux pour les reproduire, cela n’est pas confirmé, mais c’est sans doute un facteur déclencheur.
Température :
Entre 23 et 29 d°C, 27 d° pour la reproduction.
Courant : 
Filtration sous sable ou à l'aide d'un petit filtre exhausteur intérieur. 
Les changements d'eau devront être fréquents, mais faibles.
Alimentation :
Il est friand de daphnies, et de larves de moustiques. La nourriture sèche est parfois refusée. Les proies vivantes sont essentielles pour une coloration et une reproduction optimale.
Comportement et maintenance :
En bac communautaire régional, cette espèce peut être maintenue avec plusieurs petites espèces de characoïdes. Le bac sera relativement spacieux afin de favoriser le comportement territorial du mâle aux mœurs polygames. Cette tendance est toutefois moins marquée chez les jeunes mâles. Ceux ayant une certaine "expérience" accaparent rapidement plusieurs femelles.
En bac spécifique, la femelle n'attaque pas le mâle après la ponte, elle se contente de le maintenir à une distance respectueuse de 10–15 cm. Cette espèce est à maintenir comme seule espèce de cichlidés.
Bac spacieux pour l'espèce, 100 à 150 litres où la surface au sol sera l'un des facteurs de bien être. La division territoriale s'effectuera entre les femelles; celles-ci devront disposer chacune d'un refuge sombre comme une noix de coco ou d'un pot de fleur. Le nombre des refuges est de préférence supérieur à la population du bac, permettant ainsi le choix. Le décor du bac sera principalement axé sur les plantes néotropiques et les racines de tourbière.
Reproduction :
La ponte a lieu dans la cavité sombre dans laquelle le mâle est attiré par les avances de la femelle. Après la ponte (très discrète), le mâle est éloigné du site. Les œufs au nombre de 50 à 100 sont gardés par la femelle. Les larves sont gardées dans une cuvette creusée dans l'abri. Les alevins sont très sensibles aux variations physico-chimiques de l'eau et devront être continuellement entourés de nourriture vivante comme des nauplies d'artémia, puis de daphnies triées.